# Alógenes
Alógenes, também chamado de Livro do Estrangeiro (ou Estranho), é um texto Gnóstico Setiano entre os Apócrifos do Novo Testamento. A principal cópia sobrevivente do texto é um manuscrito encontrado no códice XI da Biblioteca de Nag Hammadi, embora estejam faltando muitas linhas. Um pequeno fragmento também sobreviveu mais recentemente descoberto Códice Tchacos, o que pode ajudar a preencher as lacunas.
Allogenes, "o Estranho" (ou "estrangeiro"), seria um meio-humano, meio-divino capaz de se comunicar com reinos além do mundo sensível aos sentidos, no incognoscível.

## Conteúdo
O texto é sobre as revelações feitas a Alógenes. Alógenes segue descrevendo como ele superou seu medo e ignorância e ascendeu ao reino esotérico de Deus como entendido pelos gnósticos (O Pai Inefável).
É um texto não cristão, totalmente gnóstico; é amplamente considerado como da seita Setiana, no qual Allogenes é uma alegoria para representar Sete.
O texto começa com um Allogenes contando a seu filho Mesos um diálogo com um anjo, Youel, revelando a ele aspectos do Triplo-Poderoso, um ser mais poderoso do que Deus. Depois que Youel conclui sua lição, Allogenes afirma: "Minha alma fraquejou, e eu fugi e fiquei muito perturbado. E eu me virei e vi a luz que me rodeava e o Bem que estava em mim, me tornei divino."
Depois que Allogenes considera as revelações feitas a ele por um período de cem anos, Youel retorna e canta um hino de louvor ao Inominável, e então Allogenes ascende a um encontro com "o Deus inefável e Incognoscível." Ele é guiado ao Aeon de Barbelo pelos Luminares, que se engajam na Teologia Negativa ou Apofática.
Muito tempo é gasto na descrição deste assunto: "Ele não é corpóreo. Ele não é incorpóreo. Ele não é grande. Ele não é pequeno. Ele não é um número. Ele não é uma criatura. Nem é algo que existe, que se pode saber. Mas ele é outra coisa de si mesmo que é superior, que não se pode conhecer."
Depois, uma autoridade não identificada ordena que Allogenes escreva o que aprendeu e o coloque em uma montanha, sob guarda, com um oráculo, e ele dedica a obra a seu filho Mesos; "Estas são as coisas que me foram reveladas."

### Tentação de Allogenes
A Tentação de Allogenes é outro texto que utiliza esse personagem, encontrado no Códice Tchacos. Trata-se de um texto gnóstico cristão que coloca Allogenes no lugar de Jesus Cristo sendo tentado por Satanás (cf. cap 4 do Evangelho segundo Mateus), acrescentando alusões gnósticas; onde Allogenes descreve "meu Pai" como "[ele] que se elevou acima de todos os grandes Aeons celestes, cada um com seu próprio Deus".
A Tentação de Allogenes começa com Sakla (isto é, Satanás) tentando Allogenes; "Seja como os deste mundo e coma um dos meus pertences!". Allogenes responde usando quase as mesmas palavras de Jesus Cristo no Evangelho segundo Mateus 4:10: "Afasta-te de mim, Satanás! Não é a ti que procuro, mas meu Pai."
Allogenes também proclama que Satanás não sobreviverá aos séculos e clama a Deus por "conhecimento espiritual"; no Monte Tabor, onde recebe a resposta de uma voz de uma nuvem que lhe diz que "Seus apelos foram ouvidos e estou sendo enviado a você neste local para ir e divulgar as Boas Novas. Mas você ainda não encontrou uma saída desta prisão." 
Não está claro como os fragmentos de The Tempatation of Allogenes se encaixam, e parte do material do Evangelho de Judas está misturado; é possível que Judas Iscariotes também seja empregado como personagem no texto.